# みのもんたのウィークエンドをつかまえろ
『みのもんたのウィークエンドをつかまえろ』は、1987年4月11日から2014年3月29日まで放送された文化放送のラジオ番組。

## 概要
1987年4月11日 放送開始。毎週 一つのテーマを決め、テーマに合わせたリクエストを電話・FAX・電子メールで、みのの掛け声と同時に募集をするリクエスト番組。毎週ではないがベテラン歌手や音楽関係者などをゲストに迎えることがあった。『ドコモ団塊倶楽部』に出演したゲストがオープニングの数分間、みのに挨拶をしに飛び入り参加することがあった。
本番組で放送される曲は歌謡曲、オールディーズ中心で構成されており、年輩層の聴取者が多かった。みのは時事問題をオープニングと14時冒頭の『文化放送ニュース』で軽く触れていた。
スタート当初から1990年代頃までは「世の中ウォッチング」（13:30頃）、「タウンクイズ」（13:40頃）、「ウィークエンドHOT HOT」（14:45頃）といったコーナーが番組内に組み込まれていた。
出演当時はテレビで連日、多数のレギュラー番組を抱えていた中で出演料が安価とされるラジオ番組である当番組を自らの古巣で続けていた。みのは生前、「この番組は1週間の自身の錆落としである。」と語っていた。
当番組は生放送だが、みのが生放送のテレビ番組で休暇を取る場合、本番組では事前に収録したものを放送していた。その際は文化放送ニュースで、通常はみのがコメントを挟むが収録ではその様なことが無く、生放送ないし収録が聞き分けられた。2006年1月7日、1月14日は、みのが脊柱管狭窄症による坐骨神経痛の入院と手術のため、梶原しげるが代役を務めた。2012年5月26日放送分はグッチ裕三が代役を務め、「東京スカイツリータウン スタジオ」から放送した。
2011年5月6日、番組公式サイトを開設した。

## みのの次男の不祥事から番組終了に至るまで
2013年9月13日、みのの次男（当時日本テレビ社員）が、窃盗未遂容疑で逮捕されたことを受け、「報道番組に携わる人間として公正を期するため」を理由に、当面TBSテレビ『みのもんたの朝ズバッ!』（後の『朝ズバッ!』）、『みのもんたのサタデーずばッと』（後の『サタデーずばッと』）への出演自粛を発表したが、本番組に関しては報道としてのカラーはないため出演を継続した。
2013年9月14日はみのの夏休み期間中（9月9日から休暇中）のため、アシスタントの南波が生放送で、みののコメントを読み上げ、且つ録音放送であることを述べた上で、本編を開始した。翌21日は今回の件についての世間の反応、記者の報道、雑誌の記事に対しての個人的見解を発言した。
2013年11月9日の放送で、みのは前日に亡くなった島倉千代子について触れ、「14日の島倉さんの葬儀に参列します」「私のカムバックに相応しい舞台を用意して頂いた」と発言。不謹慎との批判の声が殺到し、葬儀には参列せず、10日の通夜にのみ参加したことが島倉の関係者の証言で、明らかとなった。
文化放送は2014年2月、次男の事件の影響により、番組スポンサーが前年9月からCMを自粛している影響を考慮して、本番組を3月29日で終了させると発表。27年の放送に幕を降ろした。4月6日より、実質的な後番組として『みのもんたの ニッポンdiscover again』（日曜 17:00 - 17:25）がスタート。『ニッポン-』は完全に収録番組であり、本番組の終了を以てみののキャリアにおける生放送形式でのレギュラーラジオ番組は全て終了となった。

## 裏番組
みのが担当しているレギュラー番組中、最長寿番組であり、年輩層の聴取者を中心に安定した人気を保ってきたが、2006年10月改編で、TBSラジオで『久米宏 ラジオなんですけど』、ニッポン放送で『小倉智昭のラジオサーキット』が同時間帯で開始したことで、首都圏の土曜午後の同時間帯に同世代でラジオに縁が深いみの、久米宏、小倉智昭による三つ巴の争いとして、ラジオ業界のみならず、テレビ・新聞・雑誌などのマスメディアでも注目され、大きく取り上げられた。
両番組が開始してから初の首都圏の聴取率調査期間となる2006年10月21日の放送は文化放送のみ放送開始時間を1時間繰り上げ、12:00 - 15:00の3時間に拡大して放送を行った（この影響で『志の輔ラジオ 土曜がいい!』が1時間短縮された）。当日の12時台は当時衆議院議員だった田中眞紀子をゲストに迎えて（2ヵ月後のスペシャルウィークでは、田中は真裏の久米の番組に出演している）、発足したばかりの第1次安倍内閣、国政全般や社会問題などを取り上げた。ネット局では同日から番組ネット開始した青森放送を含め、13時からの放送となった。
その後、ビデオリサーチから発表された聴取率調査結果ではTBSラジオ（1.7%）が同時間帯首位を獲得し、ニッポン放送（1.3%）にも抜かれてしまい、文化放送（1.1%）は三つ巴の争いで最下位になった。なお、2008年4月の調査では時間帯首位を奪還している。
なお、『ラジオサーキット』は2012年3月で終了し、『ラジオなんですけど』も2020年6月で終了した。

## 出演者

### パーソナリティ
- みのもんた

### アシスタント
- コント赤信号（1987年4月 - 1992年3月）
- かとうれいこ（1991年4月 - 1992年3月）
- 山本千香子（1992年4月 - 1993年3月）
- 藤木千穂（文化放送アナウンサー(当時)。1993年4月 - 2000年9月）
- 岡元あつこ（2000年10月 - 2002年3月）
- 伊藤佳子（文化放送アナウンサー(当時)。2002年4月 - 2004年3月）
- 樋崎美沙（2004年4月 - 5月）
- 河田京子（2004年6月 - 2006年9月）
- 安藤久美子（2006年10月 - 2012年6月30日）
- 南波糸江（2012年7月7日 - 2014年3月29日）

### コーナー出演者
※当時、13:40頃からの「タウンクイズ」コーナーに出演。
- ピンクの電話（1989年 - 1992年3月）
- 小宮孝泰（1992年4月 - ）
- 麻生果菜（1992年4月 - ）
- YAMA（1997年当時出演）
- 真田ゑみ子（1997年当時出演）
- ガレッジセール

## ネット局

### 最終回時点でのネット局
- 山形放送（2004年4月 - ）
特別番組のため、14時からの飛び乗りや休止の週あり。
- ラジオ福島（2009年5月 - ）
福島競馬場にて中央競馬が開催される期間は福島本局で競馬中継、郡山・会津若松・いわき・原町の各局で『サタデーリクエストジャンボリー』放送のため、休止となる。
- 山口放送（2009年4月 - ）

14時台冒頭の文化放送ニュース・天気予報はネット局での差し替えは一切無く、文化放送発のものをそのまま放送していた。天気予報はネット局に配慮して、ネットされている地域の予報も伝えられていた。文化放送のニュースジングル、天気予報BGMはそのまま使用された（『走れ!歌謡曲』も同様）。通常の全国ネットのニュースで、放送局名が含まれていることは稀で、非常に珍しいことである。
文化放送で、プロ野球のオールスターゲームやクライマックスシリーズのため、番組の一部もしくは全編が休止となった場合は上記ネット局には文化放送からの裏送りで、通常通り放送する。
なお、山形放送と山口放送では後継番組である『土曜の午後は♪ ヒゲとノブコのWEEKEND JUKEBOX』を引き続きネットしている。

### 途中打ち切りのネット局
- 北海道放送（2006年10月 - 2008年9月）※プロ野球シーズン中は原則として休止であるが、プロ野球・Jリーグのデーゲームがない場合、または試合予定がない場合（雨天中止も含む）は放送されていた。シーズンオフ期間はレギュラー放送。2008年オフ期から『久米宏 ラジオなんですけど』の同時ネットに変更され、終了。
- 青森放送（2006年10月 - 2009年4月4日）※『サタデー夢ラジオ』拡大に伴い、終了。
- 新潟放送（2003年11月 - 2009年4月4日）※新潟競馬場で中央競馬が開催される期間は競馬中継放送のため、13時台のみの放送となった。
- 北陸放送（2009年1月 - 2011年4月2日）※ローカルワイド番組『鼻毛の森のラジパラ?』開始に伴い、終了。
- 南海放送（2005年10月 - 2010年10月2日）※『ラジオアイランドまる○しこく』放送のため、終了。
- 高知放送（2009年4月 - 2010年10月2日）※同上。

## 番組テーマ曲
- 今田勝「Vinous Party」（アルバム「Rivage」に収録）
  - 番組開始時から最終回まで使用した。
  - 当初はオープニングとエンディングの両方で使用したが、エンディングについては2004年頃より、みのと高橋佳代子によるデュエット曲『健康ピンピコピン!』。2006年頃からは、みの自身が歌う『夜の虫』を最終回まで使用した。